# بوجمعة بنخريف
بوجمعة بنخريف لاعب كرة قدم مغربي من مواليد 30 نوفمبر 1947، شغل خلال مسيرته مركز مدافع حيث يعتبر من أفضل المدافعين في تاريخ الكرة المغربية لاعب منظبط ومتخلق لعب طوال مسيرته للنادي القنيطري بداية من سنة 1965 وحقق معه لقب البطولة المغربية سنة 1973 وبلغ نهائي كأس العرش سنة 1969 كما قاد الفريق كمدرب للفوز بلقب البطولة المغربية سنة 1981، أما مسيرته الدولية فقد كانت زاخرة حيث شارك في كأس العالم لسنة 1970 مع المنتخب المغربي ولعب في الألعاب الأولمبية ميونخ 1972 وكأس أمم إفريقيا 1972، يجمع العديد من النقاد والمتتبعين على قيمة بنخريف كمدافع صلب ذو حضور وازن فوق أرضية الملعب وهو ما جعله يحضى باحترام الجميع.

## روابط خارجية
- بوجمعة بنخريف على موقع الاتحاد الدولي (مؤرشف)  (الإنجليزية)
- بوجمعة بنخريف على موقع قاعدة بيانات كرة القدم.إي يو (الإنجليزية)
- بوجمعة بنخريف على موقع أوليمبيديا (الإنجليزية)